# Minuce
Minuce či minucí je označení pozdně středověkých a raně novověkých kalendářů, které se vyvinuly ze seznamů dní vhodných pro pouštění žilou (latinsky minutio sanguinis). Vhodnost těchto dní přitom byla stanovována na základě astrologie, minuce proto obsahují i astronomický a astrologický materiál.